# Carlos Gutiérrez Quiroga

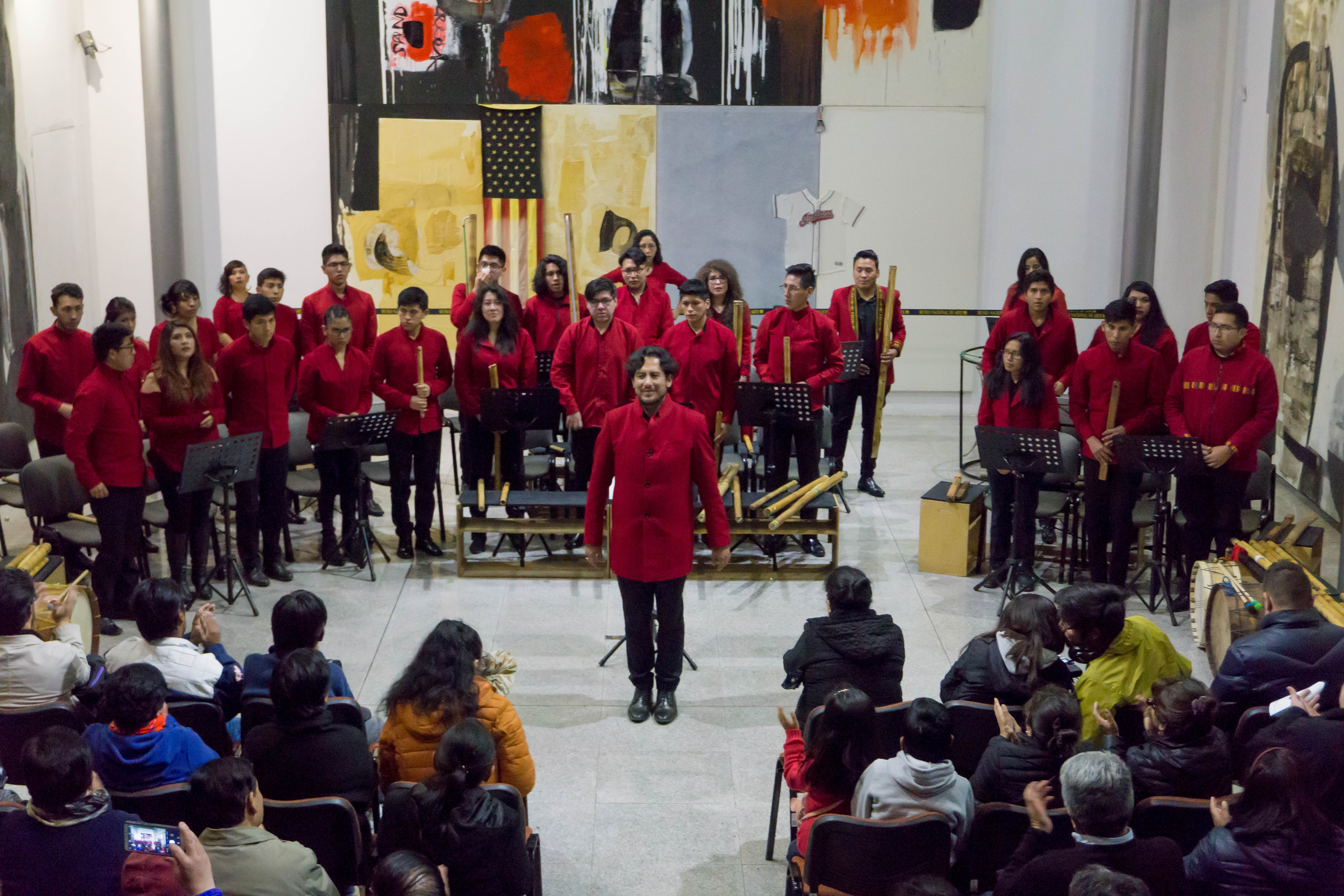
Con la Orquesta Experimental de Instrumentos Nativos (OEIN)

Carlos Gutiérrez Quiroga (La Paz, Bolivia; 1982) es un músico boliviano. Su trabajo está concentrado especialmente en la docencia, composición, dirección de orquesta, creación de instrumentos e investigación de las músicas indígenas del territorio boliviano.
Cursó el Programa de Iniciación a la Música (PIM) desarrollado en la Orquesta Experimental de Instrumentos Nativos (OEIN). El año 2002 ingresó a la OEIN juvenil “C” a cargo de Melina Gonzales y a partir de 2003, pasó a formar parte del elenco titular dirigido por el Maestro Cergio Prudencio, con el cual realizó numerosas presentaciones diferentes ciudades de Bolivia, Colombia, Alemania, Italia, Suiza y Austria.  

## Trayectoria
En 2003 ingresó en el equipo de instructores del PIM, impartiendo varios talleres en distintas zonas de la ciudad de La Paz. Uno de los resultados de esta experiencia educativa es la creación de las OEIN juveniles, elencos que replican la filosofía y dinámica de trabajo de la OEIN titular y son dirigidos también por jóvenes formados bajo estos principios y valores.  
En 2005 ingresa al Ensamble de Cámara de la OEIN y desde entonces ha realizado conciertos en México, Argentina, Alemania y Suiza como parte de esta formación. 
En el ámbito de la composición, le interesa la creación de música a partir del conocimiento de las diferentes estéticas inherentes al pensamiento musical indígena y a la música y el arte contemporáneo en general. 
Como profesor ha impartido varios talleres concentrados en la construcción y el desarrollo de nuevos instrumentos, la difusión de la música tradicional y contemporánea de Bolivia. También ha realizado talleres de Investigación, composición, dirección de orquesta e improvisación para niños y jóvenes.
Actualmente es asistente de la OEIN Titular, director de las OEIN juveniles “B” de San Antonio “F” de Pampahasi y “E” del Conservatorio Plurinacional de Música y parte del equipo de instructores del PIM.
La experiencia de la OEIN y los Maestros Cergio Prudencio y Carlos Rosso influyeron fuertemente dentro de su formación.

## Proyecto Proescena 2014
Artificios. Un gran juego sonoro para niñ@s. Serán niños los intérpretes y serán niños también los que participen como jugadores.
Un narrador que hará las veces de anfitrión y será el responsable de llevar a los niños por diferentes historias sonoras. Cada historia tendrá una estructura sonora particular, de esta manera será posible generar un recorrido sonoro distinto cada vez que se juegue/toque. 
Los niños o niñas que participen en el rol de jugadores deberán hilvanar progresivamente su propio recorrido o camino sonoro a través de ciertos mecanismos (que pueden ser juegos de destreza, acertijos, adivinanzas, etc.). Según las rutas elegidas, los recorridos podrán ser breves o de larga duración (viaje corto o viaje largo).
Por otra parte, los y las niñ@s intérpretes estarán en diversas posiciones dentro del espacio escénico y deberán tocar ciertas combinaciones de sonidos a partir de los recorridos que se vayan configurando. 
Asimismo, los instrumentos u objetos sonoros para tocar/jugar la obra serán construidos pensando en el aspecto lúdico: se utilizarán semillas, silbatos, piedritas, latas, botellas, etc. sin descuidar la dimensión musical en absoluto. Lo que se pretende es que estos juegos puedan ser también apreciados como conciertos protagonizados por niños y niñas.